# Linea Hanshin Mukogawa
La  Linea Hanshin Mukogawa (阪神武庫川線?, Hanshin Mukogawa-sen) è una ferrovia urbana delle Ferrovie Hanshin a scartamento normale che collega le stazioni di Mukogawa e Mukogawadanchi-mae, entrambe a Nishinomiya, in Giappone. 
Presso il capolinea nord è possibile interscambiare con la linea principale Hanshin.

## Servizi
Vista la brevità della linea, il servizio è costituito da un unico treno a due carrozze che effettua un collegamento a spola. La mattina vengono accoppiati 2 treni per un totale di 4 carrozze a disposizione.  

## Stazioni
Tutta la linea si trova all'interno della città di Nishinomiya.
| Stazione           | Giapponese   | Distanza interst. | Distanza totale | Collegamenti             |
| ------------------ | ------------ | ----------------- | --------------- | ------------------------ |
| Mukogawa           | 武庫川       | -                 | 0.0             | Linea principale Hanshin |
| Higashi-Naruo      | 東鳴尾       | 0.7               | 0.7             |                          |
| Suzaki             | 洲先         | 0.4               | 1.1             |                          |
| Mukogawadanchi-mae | 武庫川団地前 | 0.6               | 1.7             |                          |